# Rosalba Archilletti
Rosalba Archilletti (Frosinone, 25 gennaio 1947 – Roma, 5 settembre 2012) è stata una cantante italiana.

## Biografia
Si trasferisce con la famiglia a Roma, dove, mentre studia al liceo artistico, inizia ad esibirsi nei locali cittadini; nel 1967 vince un concorso di musica leggera bandito dall'ENAL, e l'anno successivo partecipa al Festival di Castrocaro con le canzoni Quando sei con me e Con un ciao, vincendolo insieme a Paolo Mengoli ed ottenendo quindi un contratto discografico con la Dischi Ricordi.
Nel 1969 incide Sole di mezzanotte (cover di Midnight Confessions dei The Grass Roots), partecipa con È primavera al Festival di Rieti e vince la Caravella dei successi di Bari con Prima di tutto te, scritta da Franco Migliacci e Dario Farina; incide inoltre una sua versione di Ma che freddo fa di Nada in una raccolta della Ricordi con le canzoni di Sanremo 1969.
L'anno successivo dovrebbe partecipare con la canzone Sole, pioggia e vento, in abbinamento con Mal, al Festival di Sanremo 1970, ma poiché la canzone piace a Luciano Tajoli, è proprio quest'ultimo a partecipare al suo posto.
Sempre nel 1970 la Archilletti cambia casa discografica, passando alla Mark Tre di Vincenzo Micocci e Gianni Marchetti, e presenta alla Mostra Internazionale di Musica Leggera di Venezia Giallo giallo autunno.
Nel 1972 incide un ulteriore 45 giri, comprendente Sognare volare e Ed io non parlo di te; nello stesso anno sposa il discografico Michele Mondella.
In seguito si ritira dall'attività.
Gianni Ravera, suo scopritore all'inizio di carriera, l'aveva definita "una delle voci più belle mai ascoltate in Italia".

## Discografia parziale

### 45 giri
- 1969 – Sole di mezzanotte/Un passo dopo l'altro
- 1969 – È primavera/Voglio sentire la tua voce
- 1969 – L'albero/Prima di tutto te
- 1970 – Giallo giallo autunno/Dove sei primavera
- 1972 – Sognare volare/Ed io non parlo di te

### 33 giri - Partecipazione
- 1969 – Sanremo '69